# Puščava (gmina Lovrenc na Pohorju)
Puščava – wieś w Słowenii, w gminie Lovrenc na Pohorju. W 2018 roku liczyła 71 mieszkańców.